# サンタクルーズ・グラシオサベイ・ルオバ空港
サンタクルーズ・グラシオサベイ・ルオバ空港（Santa Cruz/Graciosa Bay/Luova Airport）はソロモン諸島のサンタクルーズ諸島にあり、グラシオサベイ、ルオバの玄関口となる空港。

## 就航路線
| 航空会社     | 就航地     |
| ------------ | ---------- |
| ソロモン航空 | サンタアナ |